# Homochira poecilosticta
Homochira poecilosticta är en fjärilsart som beskrevs av Collenette 1938. Homochira poecilosticta ingår i släktet Homochira och familjen tofsspinnare. Inga underarter finns listade i Catalogue of Life.